# Buschhoven (Overath)
Buschhoven ist ein Ortsteil von Marialinden in der Stadt Overath im Rheinisch-Bergischen Kreis in Nordrhein-Westfalen, Deutschland.

## Lage und Beschreibung
Buschhoven,  ein kleiner, von Feldern umgebener Ortsteil, befindet sich im Norden Overaths nahe der Grenze zum Rhein-Sieg-Kreis.  Er ist über die  Kreisstraße 34 zu erreichen, die hier Eulenthaler Straße heißt.
Die nächsten Ortslagen sind Viersbrücken, Windhausen, Eulenthal, Halzemich, Kulhoven und Kern, alles wasserreiche Gegenden, in deren Feuchtgebiete seltene Tiere und Pflanzen leben. Diese Landschaften werden naturräumlich zum Marialinder Riedelland gezählt. Das nahegelegene Naafbachtal steht unter Naturschutz.

## Geschichte
Die Topographia Ducatus Montani des Erich Philipp Ploennies, Blatt Amt Steinbach, belegt, dass der Wohnplatz bereits 1715 vier Hofstellen besaß, die als Buschhofer beschriftet sind. Carl Friedrich von Wiebeking benennt die Hofschaft auf seiner Charte des Herzogthums Berg 1789 als Buschhofen. Aus ihr geht hervor, dass der Ort zu dieser Zeit Teil der Honschaft Heiliger im Kirchspiel Overath war.
Der Ort ist auf der Topographischen Aufnahme der Rheinlande von 1817 als Buschhofen verzeichnet. Die Preußische Uraufnahme von 1845 zeigt den Wohnplatz unter dem Namen Buschhoven. Ab der Preußischen Neuaufnahme von 1892 ist der Ort auf Messtischblättern regelmäßig als Buschhoven verzeichnet.
1822 lebten 43 Menschen im als Hof kategorisierten und Buschhofen bezeichneten Ort, der nach dem Zusammenbruch der napoleonischen Administration und deren Ablösung zur Bürgermeisterei Overath im Kreis Mülheim am Rhein gehörte. Für das Jahr 1830 werden für den als Buschhofen bezeichneten Ort 50 Einwohner angegeben. Der 1845 laut der Uebersicht des Regierungs-Bezirks Cöln als Weiler kategorisierte und Buschhoven bezeichnete Ort besaß zu dieser Zeit elf Wohngebäude mit 63 Einwohnern, alle katholischen Bekenntnisses.
Die Liste Einwohner und Viehstand  von 1848, die unter anderem der Steuererhebung diente,  zählt in Buschhoven 45 Bewohner – darunter 21 Kinder – und nennt Berufe und Namen der Haushaltungsvorstände.  Die fünf Ackerer hießen demnach:  Johann Büscher, Peter Lüdorf, Anton Schwamborn,  Adolph Wester und Peter Zincius. Als Tagelöhner waren Johann Herkenrath und Johann Schiffmann registriert und als ohne Gewerb und arm eine über 66 Jahre alte Maria Gerdrud Müller. In der Familie des Adolph Wester lebten zwei Pflegekinder.
Die Gemeinde- und Gutbezirksstatistik der Rheinprovinz führt Buschhoven 1871 mit sieben Wohnhäusern und 41 Einwohnern auf. Im Gemeindelexikon für die Provinz Rheinland von 1888 werden für Buschhoven ebenfalls sieben Wohnhäuser mit 41 Einwohnern angegeben. 1895 besitzt der Ort sieben Wohnhäuser mit 42 Einwohnern, 1905 werden sechs Wohnhäuser und 31 Einwohner angegeben.